# Język edopi
Język edopi (a. elopi), także: dou, doufou – język papuaski używany przez grupę ludności w prowincji Papua w Indonezji (kabupateny Mamberamo Raya i Puncak). Jego użytkownicy zamieszkują tereny wokół zbiegu rzek Dow i Fou.
Tradycyjnie ludność Edopi prowadziła łowiecko-zbieracki tryb życia. Dopiero od końca XX w. zaczęli nawiązywać kontakty z osobami z zewnątrz. Miejscowości Edopi to m.in. Kordesi, Dohu (Dofu), Iratoi, Dueita.
W 1987 roku posługiwało się nim 700 osób. Według danych szacunkowych z 2012 roku mówi nim 1500 osób. W użyciu wśród Edopi jest także język indonezyjski.
Jest językiem tonalnym. Należy do rodziny języków Równiny Jezior. Blisko spokrewniony z językiem iau (turu). W pobliżu używane są języki tause, kiri-kiri i turu. Edopi służy jako lokalny język handlowy.
Określenie „edopi” (e- – „my”, dopi – miejscowa nazwa rzeki Tariku) znaczy tyle, co „my z rzeki Dopi”. Nazwa „turu” również bywa odnoszona do tego języka. „Turu” to określenie ludów Iau i Edopi, którym posługuje się lud Wano.
Jest zapisywany alfabetem łacińskim.